# Michael Bott
Michael Bott (* 25. Dezember 1954 in Douglas, Isle of Man) ist ein britischer Schauspieler und Dokumentarfilmer.

## Leben
Bott wurde am 25. Dezember 1954 in Douglas, der Hauptstadt der Isle of Man, als Sohn des Schauspielers John Bott geboren. Von 1967 bis 1970 besuchte er die Magdalen College School in Brackley. Anschließend besuchte er die Banbury School für zwei Jahre. Von 1974 bis 1976 lernte er das Schauspiel an der Rose Bruford College of Theatre & Performance. Seine Theaterlaufbahn begann er 1976 am Frinton Summer Theatre und absolvierte von dort aus mehrere Tourneen in ganz Großbritannien. Durch seine Leistungen wurde er Mitglied im Royal National Theatre und der Royal Shakespeare Company von 1989 bis 1992.
Eine erste Filmrolle erhielt Bott 1972 im Film Das Unheil. In den nächsten Jahren war er in unregelmäßigen Abständen als Darsteller in Film- oder Serienproduktionen zu sehen. 2015 stellte er in insgesamt 14 Episoden der langläufigen Fernsehserie Doctors die Rolle des Superintendent Desmond Noakes. Im Folgejahr stellte er die Rolle des Antagonisten Cassius im Film Ben-Hur – Sklave Roms dar. 2019 spielte er die Rolle des Commander Jeff Phillburn im Low-Budget-Film Invasion Planet Earth – Sie kommen!.
Seit den jungen 2000er Jahren schuf Bott eine Reihe von Filmdokumentationen.

## Filmografie (Auswahl)

### Schauspiel
- 1972: Das Unheil
- 1978: Amore
- 1981: Jim Bergerac ermittelt (Bergerac, Fernsehserie, Episode 1x01)
- 1981: Play for Today (Fernsehserie, Episode 12x02)
- 1987: Vanity Fair (Fernsehserie, Episode 1x09)
- 1988: Casualty (Fernsehserie, Episode 3x05)
- 1993: The Bill (Fernsehserie, Episode 9x25)
- 1994: The House of Windsor (Fernsehserie, 3 Episoden)
- 1995: London’s Burning (Fernsehserie, Episode 8x09)
- 1996: Casualty (Fernsehserie, Episode 11x02)
- 2004: The Royal (Fernsehserie, Episode 3x12)
- 2014: National Theatre Live: Skylight
- 2015: The Scandalous Lady W (Fernsehfilm)
- 2015: Doctors (Fernsehserie, 14 Episoden)
- 2016: Ben-Hur – Sklave Roms (In the Name of Ben Hur)
- 2016: Black Mirror (Fernsehserie, Episode 3x06)
- 2017: Die dunkelste Stunde (Darkest Hour)
- 2018: McMafia (Fernsehserie, Episode 1x01)
- 2018: In Darkness
- 2019: Invasion Planet Earth – Sie kommen! (Invasion Planet Earth)
- 2021: Die Täuschung (Operation Mincemeat)

### Filmschaffender
- 2002: Henry Lincoln's Guide to Rennes-le-Château (Dokumentation; Produktion, Regie, Filmschnitt)
- 2004: Da Vinci Code Decoded (Dokumentation; Produktion)
- 2005: Origins of the Da Vinci Code (Dokumentation; Produktion, Regie, Drehbuch, Filmschnitt)
- 2006: Revealed (Fernsehdokuserie, Episode 4x06; Produktion)
- 2008: Standing with Stones (Dokumentation; Produktion, Regie, Filmschnitt)